# ويليام فرنسيس
ويليام فرنسيس (بالإنجليزية: William Francis)‏ (21 مارس 1856 في المملكة المتحدة - 28 أبريل 1917 في المملكة المتحدة) هو لاعب كريكت بريطاني (وحمل سابقاً جنسية المملكة المتحدة لبريطانيا العظمى وأيرلندا). لعب مع نادي مقاطعة ساسكس للكركيت ‏.

## وصلات خارجية
- ويليام فرنسيس على موقع إي آس بي آن كريك إنفو (الإنجليزية)